# Zilahi Zoltán (labdarúgó)
Zilahi Zoltán (Karcag, 1936. április 9. – Téglás, 1970. augusztus 15.) labdarúgó, csatár.

## Pályafutása
1957 és 1970 között a Debreceni VSC labdarúgója volt. 1970. augusztus 15-én tragikus körülmények között hunyt el. Téglás közelében a Nyíregyháza felől érkező gyorsvonat halálra gázolta. Egykori csapattársa Kovács Sándor tiszteletes temette. Emlékére 1999-ben a Debreceni VSC díjat alapított. A Zilahi-díj egy vándordíj, amelyet minden évben az adott idényben legjobban teljesítő debreceni játékosnak ítél oda a klub vezetősége. A díjat Zilahi Zoltán öccse, Zilahi Péter szokta átadni.